# Francesc Gimeno
Francesc Gimeno (Tortosa, 4 februari 1858 – Barcelona, 22 november 1927) in het Catalaans Francisco Gimeno Arasa in het Spaans, was een Spaans-Catalaans kunstschilder.

## Biografie
Francesc Gimeno leerde schilderen in zijn geboortestad op veertienjarige leeftijd. In 1880 verhuisde hij naar Barcelona waar hij werkte als schilder decorateur bij Manual Marques en ondertussen lessen in schilderkunst volgde. In 1884 ging hij dankzij de bemiddeling van de lithograaf Francisco Tió, in Madrid de lessen volgen aan de Escuela Superior de Bellas Artes, bij de Belgische kunstschilder Carlos de Haes, die hem op de landschapschilderkunst oriënteerde. Hij bestudeerde ook de werken van de grote schilders in het Prado en was bijzonder onder de indruk van Velázquez.
In die jaren maakte hij tekeningen en aquarellen van het Casa de Campo in Madrid en kreeg hij een aantal bestellingen van de broers Ramon en Jose Call. In 1887 vestigde hij zich in Torroella de Montgrí (Girona) en twee jaar later ging hij naar Llançà aan de Costa Brava, waar hij talrijke zee- en havengezichten schilderde. In 1889 keerde Francesc terug naar Barcelona.
Francesc Gimeno was actief als figuur- en landschapsschilder maar schilderde ook genrestukken. Hij staat bekend voor zijn krachtige zelfportretten. Francesc had aanvankelijke geen succes en leefde in armoede. Hij had weinig contact met de kunstenaars van zijn tijd en had zijn eigen typische stijl die verwant was aan het impressionisme. Met zijn krachtige penseelvoering gingen de contouren van de vormen soms wat verloren maar zonder abstract te worden. In 1888 nam hij deel aan de wereldtentoonstelling in Barcelona en van 1884 tot 1904 exposeerde hij op de Exposición Nacional de Bellas Artes in Madrid waar hij in 1888 een eervolle vermelding kreeg. Het zal evenwel tot 1915 duren voor hij publieke erkenning kreeg.
In 1914 hield hij op aandringen van Josep Dalmau, Ignasi Mallol en Romà Jori, een solotentoonstelling in de Galerij Dalmau (Josep Dalmau i Rafel) te Barcelona. Hij ontmoette er een jeugdvriend Francesc Bedós die in Sabadell woonde en zijn mecenas werd. Vanaf dan bracht hij veel tijd door in Sabadell, waar hij een groot aantal landschappen schilderde.

## Weblinks
- Francisco Gimeno y Arasa – Artworks op The Athenaeum

- Biblioteca Nacional de España: XX1064711
- Bibliothèque nationale de France: cb12258633c (data)
- Catàleg d'autoritats de noms i títols de Catalunya: 981058527596506706
- Gemeinsame Normdatei: 132041448
- International Standard Name Identifier: 0000 0000 6636 0755
- Library of Congress Control Number: n79059078
- RKD-Nederlands Instituut voor Kunstgeschiedenis: 130233
- Système universitaire de documentation: 031355218
- Union List of Artist Names: 500035494
- Virtual International Authority File: 15920216
- WorldCat: E39PBJj8QcYf47V77rHRv4W4bd